# NGC 2488
NGC 2488 è una vasta galassia lenticolare situata nella costellazione della Lince, a una distanza di circa 413 milioni di anni luce dalla nostra Via Lattea.

## Scoperta
La galassia è stata scoperta il 18 marzo 1790 dall'astronomo britannico di origine tedesca William Herschel.